# トックリラン
トックリラン（徳利蘭、Beaucarnea recurvata）はスズラン亜科の常緑高木。幹の下部が膨れて徳利のような形になる特徴があり、観葉植物として人気がある。幹の先端から細い葉が多数出る様子からポニーテール、また旧属名からノリナ（Nolina）とも呼ばれる。
メキシコ南部乾燥地の原産。耐寒性は弱いが、霜が下りない場所ならば露地栽培できる。膨れた部分に水を貯蔵するタイプの多肉植物で最もよく知られるものであるが、若木では膨れない品種もある。花は茎の先端から出る円錐花序に多数つくが、栽培品では花が咲くことは少ない。